# سائوتومه و پرنسیپ
سائوتومه و پرنسیپ با نام کامل جمهوری دموکراتیک سائوتومه و پرنسیپ  به پرتغالی: (República Democrática de São Tomé e Príncipe) کشوری است در خلیج گینه در باختر آفریقا. پایتخت آن سائوتومه است.
این کشور از دو جزیره سائوتومه و پرنسیپ تشکیل شده و فاصله این کشور تا نزدیک‌ترین همسایه‌اش در خاک قاره آفریقا، گابون، ۲۲۵ کیلومتر است.
این کشور بعد از سیشل، کم‌جمعیت‌ترین کشور در قاره آفریقا است. این کشور همچنین کوچک‌ترین کشور پرتغالی زبان دنیا است.
این دو جزیره تا پیش از رسیدن پرتغالی‌ها در سال ۱۴۷۱ خالی از سکنه بودند. پس از آن‌ها به عنوان پایگاهی برای تجارت با سرزمین اصلی آفریقا استفاده شد. سائوتومه و پرنسیپ تا سال ۱۹۷۵ مستعمره پرتغال بود.
سائوتومه و پرنسیپ در خلیج گینه و فاصله ۲۴۰ کیلومتری از کرانه آفریقای غربی قرار گرفته‌است. دارای ۴۴۹ متر مربع مساحت و ۲۱۹٬۰۰۰ نفر جمعیت است. پایتخت آن شهر سائوتومه با ۵۳٬۰۰۰ نفر جمعیت است. واحد پول آن دبرا است. میزان سواد ۵۴ درصد است.
بیشتر مردم آن از نسل بردگان آفریقایی است. پایه زندگی آنان بر کشاورزی و ماهیگیری استوار می‌باشد. صادارات عمده و قهوه و کاکائو است. در جزیره سائوتومه ده قله کوه آتشفشانی وجود دارد. سواحل آن قابل شنا است، اجرای نمایشنامه‌های قرون وسطی و جشن‌های مذهبی و روزهای مقدس از سرگرمی‌های فرهنگی در این کشور است. این کشور کشتزارهای قهوه و دهانه‌های آتشفشانی دارد.
روز استقلال آن ۱۲ ژوئیه است که در این روز در سال ۱۹۷۵ از پرتغال مستقل شد. تدوین قانون اساسی آن در ۵ نوامبر ۱۹۷۵ و تصویب آن در ۱۵ دسامبر ۱۹۸۲ بوده‌است.

## جغرافیا

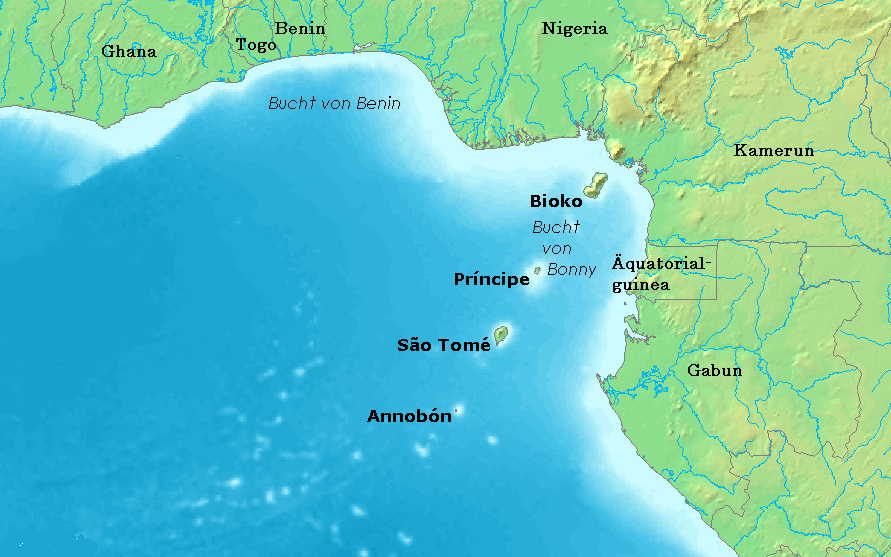

این جمهوری متشکل است از دو جزیرهٔ کوهستانی که حدود ۱۴۴ کیلومتر از هم فاصله دارند.
یکی از کوچک‌ترین کشورهای قاره آفریقا با ۹۶۴ کیلومتر مساحت که در خاور گابن و گینه استوایی و در اقیانوس اطلس واقع شده‌است. این کشوراز دو جزیره سائوتومه و پرنسیپ تشکیل شده و دارای ۲۱۸٬۰۰۰ نفر جمعیت می‌باشد. سائوتومه و پرنسیپ جزایر کوچک آتشفشانی هستند که در خلیج گینه در ۲۴۱ کیلومتری و سواحل غربی قرار گرفته سائوتومه ۸۵۵ کم مساحت دارد و پوشیده از جنگل‌های انبوه کوهستانی است جزایر پرینسیپ ۱۰۴ کم مساحت دارد و پوشیده از کوه‌های ناهموار است جزایر دیگر این جمهوری پدارس تین هوساس و رولاس است. بلندترین نقطه آن قلهٔ گاگو کوتینهو (قلهٔ سائوتومه)، با ۲۰۲۴ متر است.
خلیج بایت در شمال و جزایر آنوبون در جنوب این کشور قرار گرفته‌اند.
آب و هوای این کشور استوایی است و جنگل‌های بارانی استوائی دارد و ۶۰ نوع پرنده نادر در آن‌ها وجود دارد. سواحل آن شنی است و ماهیگیری آب‌های شور در آن رایج است. هوایش معتدل است. هیچ رود مهمی وجود ندارد.
آب و هوای گرمسیری آن بر اثر پستی‌ها و بلندها متفاوت و تأثیر جریان آب سرد بن گوئلا مؤثر است. فصل مرطوب آن با بارندگی سنگین از اکتبر تا مه ادامه دارد. اما ریزش باران خیلی گوناگون ۱۰۰۰ میلی‌متر در شمال – شرق تا ۳۸۰۰ تا ۵۰۰۰ میلی‌متر در فلات است. سائوتومه در ژانویه ۲۶٫۱ و در ژوئیه ۲۳٫۹ درجه گرما و سالانه ۹۵۱ میلی‌متر باران دارد.
شهرهای مهم این کشور عبارتنداز:
- سانتو آنتونیو
- ترینیداد
- سائوتومه

## تاریخ

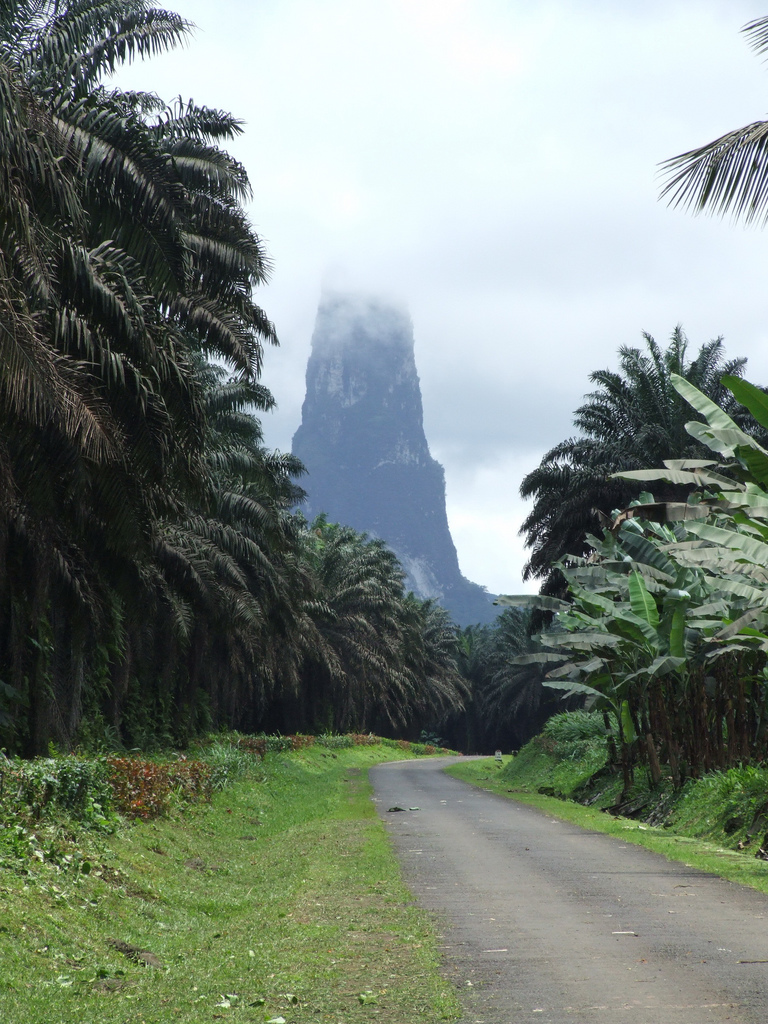
پیکو کانیو گرانده (قله سگ بزرگ).

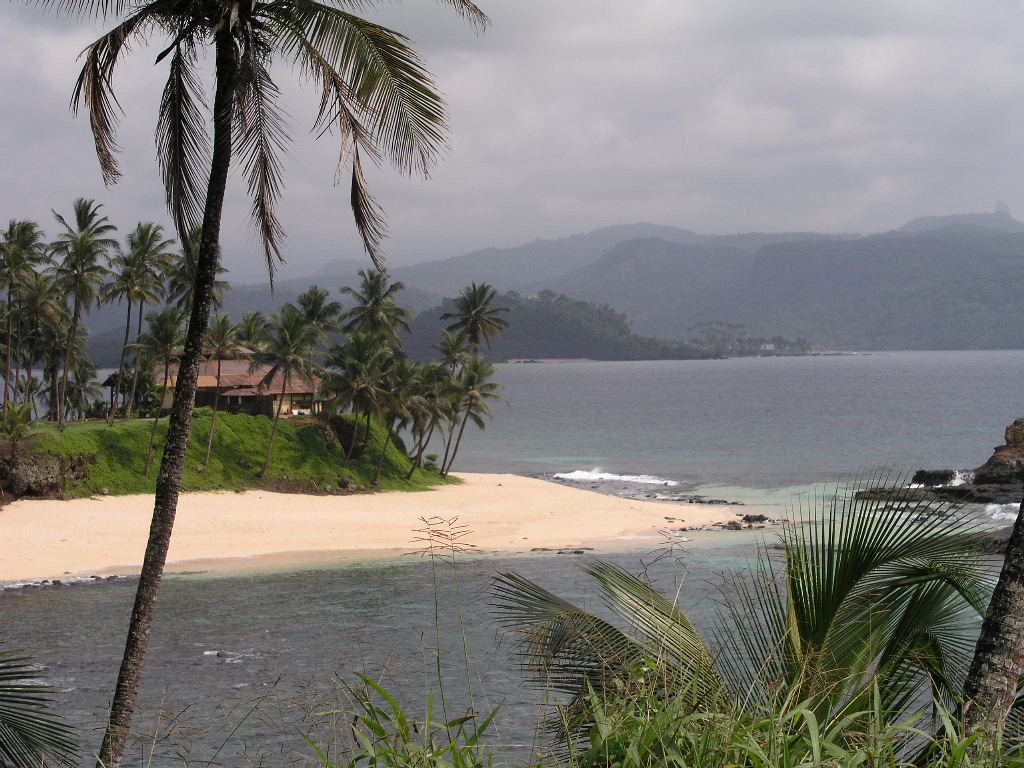
کرانه‌های سائوتومه.

سائوتومه و پرنسیپ را در سال ۱۴۷۱ پرتغالی‌ها کشف و در آن تا اواخر قرن ۱۸ سکونت کردند. با کشت نیشکر و قهوه و کاکائو به وسیلهٔ بردگان کارگر منافع سرشاری نصیب استعمارگران گشت و به تنهایی جزیره سائوتومه بزرگ‌ترین تولیدکننده کاکائو در ۱۹۰۸ بود. تولید فراورده‌های کشاورزی آن هنوز از اهمیت بسیار برخوردار است.
در اوائل سده بیستم، کشتزارهای این جزایر به دلیل بیگاری کشیدن از کارگران بدنام بود. در ۱۹۵۳ جنبش‌های آزادیخواهانه درین سرزمین‌ها ضد پرتغالی‌ها درگرفت که منتهی بکشته شدن چند صد آفریقایی گشت. در ۱۹۴۷ پرتغال بساط امپراتوری فرا دریای خود را برچید و در ۱۲ ژوئیه ۱۹۷۵ سائوتومه و پرنسیپ دارای استقلال و حکومت جمهوری گردید.
در ۱۹۸۸ تهاجم و کودتایی با شکست روبرو گشت. مشکلات اقتصادی موجب شده‌است که این کشور وابستگی‌اش را به شوروی کاهش دهد و در ۱۹۹۰ جنبش آزادیبخش سائوتومه و پرنسیپ مارکسیسم را رها کرد. در ژانویهٔ ۱۹۹۱ حزب مخالف همبستگی دموکراتیک در انتخابات چندحزبی پیروز شد.

## سیاست
حکومت آن جمهوری دمکراتیک است و ۵۵ عضو مجمع ملی خلق با رأی تمامی افراد بالغ برای پنج سال انتخاب می‌گردند. رئیس‌جمهور – که نخست‌وزیر و شورای وزیران را انتصاب می‌کند – نیز مستقیماً انتخاب می‌شود. احزاب سیاسی عبارتند از: جنبش آزادیبخش سائوتومه و پرینسیپ (چپگرا و تنها حزب قانونی تا سال ۱۹۹۰) و حزب همبستگی دموکراتیک (PCD؛ میانه‌رو).
طبق قانون اساسی اختیار و قدرت کامل ازآن مجلس قانونگزاری خلق است که مرکب از اعضاء و نمایندگانی است که برای دوره چهار ساله می‌گردند. این مجلس رئیس‌جمهور را از میان نامزدهایی که جنبش برای آزادی سائوتومه و پرینسیپ (تنها حزب قانونی کشور است) معرفی می‌کند، برمی‌گزیند.
قانون اساسی آن در ۱۹۷۵ تدوین و طبق آخرین تقسیمات کشوری از دو استان جزیره‌ای تشکیل گردیده‌است.
قانون اساسی جدید در همه‌پرسی اوت ۱۹۹۰ با ۷۲ درصد آراء به تصویب رسید و از قید انحصار جنبش برای آزادی سائوتومه و پرینسیب خارج گشت. رئیس‌جمهور با رای مجلس خلق به مدت ۴ سال برگزیده می‌شود. در انتخابات ژانویه ۱۹۹۱ تنها نامزد میگوئل تراوادا (زاده ۱۹۳۶) با به دست آوردن ۸۰ درصد آراء برگزیده شد.

## دین
اکثریت ساکنان به شاخه محلی کلیسای کاتولیک روم تعلق دارند که به نوبه خود روابط نزدیکی با کلیسای پرتغال دارد. اقلیت‌های پروتستان قابل توجهی از ادونتیست‌های روز هفتم و دیگر پروتستان‌های انجیلی و همچنین جمعیت مسلمان کوچک اما رو به رشد وجود دارد.

## ورزش
فوتبال مشهورترین ورزش در سائو تومه و پرینسیپ است، تیم ملی فوتبال سائو تومه و پرنسیپ تحت نظارت فدراسیون فوتبال سائوتومه و پرنسیپ فعالیت می‌کند و یکی از اعضای کنفدراسیون فوتبال آفریقا (CAF) و فیفا است.

## مردم
زبان رسمی این کشور پرتغالی و دین مردمش مسیحی است. تبار مردمش از اقوام سرویکایس، تونگاس، فوروس، انکولارس، مس تیکوس، و اروپائی است.
میزان با سوادی در سال ۱۹۸۱ برابر با ۵۷٫۴ درصد بود. این کشور دانشگاه ندارد. شمار نیروهای مسلح آن ۹۰۰ نفر (تخمین ۱۹۹۱) است و خدمت سربازی ندارد.

## حمل و نقل
سائوتومه توسط فرودگاه بین‌المللی سائوتومه با پروازهای منظم به اروپا و دیگر کشورهای آفریقایی سرویس می‌شود.

## اقتصاد
واحد پول سائوتومه و پرنسیپ دوبرا است. اقتصاد این کشور عمدتاً بر کشاورزی استوار می‌باشد و کاکائو نقطهٔ اتکای آن کشور است. بیشتر زمینها ملی است.
محصولات عمده کشاورزی: کاکائو، مغز نارگیل – نارگیل- روغن نخل – قهوه – موزه صنایع عمده: الوار – مغز نارگیل صادرات: کاکائو – قهوه – مغز نارگیل روغن نخل واردات: خواربار – پارچه ماشین آلات ابزار الکتریک سوخت‌ها اجناس کارخانه‌ای طرف‌های مهم دادوستد: (هلند – پرتغال – ایالات متحده – آلمان) است.
تولید سالانه برق حدود سه میلیون کیلووات ساعت، زمین زیر کشت ۳۸ درصد کل خاک کشور، جنگل ۶۰ درصد خاک کشور، صید ماهی حدود ۲۸۰۰ تن در سال است.